# Alexei Wiktorowitsch Tischtschenko
Alexei Wiktorowitsch Tischtschenko (russisch Алексей Викторович Тищенко, engl. Transkription Aleksey Tishchenko;) (* 29. Mai 1984 in Omsk, Sowjetunion) ist ein ehemaliger russischer Boxer.
Er wurde unter anderem 2004 und 2008 Olympiasieger sowie 2005 Weltmeister und 2006 Europameister.

## Leben
Der 1,67 m große Rechtsausleger wurde in Omsk geboren, wuchs jedoch in Rubzowsk auf, wo er auch mit dem Boxsport begann und im Alter von zwölf Jahren seinen ersten Kampf gewann. Trainiert wurde er zu Beginn von seinem Vater Wiktor Tischtschenko, später dann von Wladimir Iwasenko, Alexander Medwedew, Alexander Bubennow und Leonid Kisseljow.
Im Jahr 2000 gewann er die Goldmedaille im Bantamgewicht bei den Kadetten-Europameisterschaften in Athen und 2002 ebenfalls die Goldmedaille im Federgewicht bei den Junioren-Weltmeisterschaften in Santiago de Cuba.
2003 wurde er Russischer Meister im Federgewicht und schlug dabei im Finale Raimkul Malachbekow. Im selben Jahr gewann er zudem das Strandja-Tournament in Plowdiw und die Silbermedaille im Federgewicht bei den Militärweltspielen in Catania, nachdem er im Finale gegen Domenico Valentino unterlegen war. Bei den Weltmeisterschaften 2003 in Bangkok schied er im Viertelfinale gegen Jo Seok-hwan aus.
2004 gewann er die europäische Olympiaqualifikation in Warschau durch Siege gegen Odiseas Saridis, Viorel Simion, Devis Boschiero, Alexei Shajdulin und Şahin İmranov. Er nahm daraufhin im Federgewicht an den Olympischen Spielen 2004 in Athen teil und erreichte mit Siegen gegen Hadj Belkheir, Şahin İmranov, Galib Schafarow und Jo Seok-hwan das Finale, wo er beim Kampf um die Goldmedaille Kim Song-guk besiegte.
2005 gewann er im Federgewicht die Weltmeisterschaften in Mianyang, wobei er Bekzod Khidirov, Argenis Mendez, Berik Serikbayev, Viorel Simion und Alexei Shajdulin schlagen konnte. Zudem gewann er in dieser Gewichtsklasse, unter anderem mit Siegen gegen Şahin İmranov und Yuriorkis Gamboa, den Weltcup 2005 in Moskau.
Anschließend boxte er im Leichtgewicht weiter und gewann 2006 die Europameisterschaften in Plowdiw mit siegreichen Kämpfen gegen Odiseas Saridis, Samet Huseinow, Oleksandr Kljutschko und Hratschik Jawachjan.
2007 wurde er Russischer Meister und gewann eine Bronzemedaille bei den Weltmeisterschaften in Chicago. Nach Siegen gegen Kim Young-won, Hüsnü Kocabaş und Pichai Sayotha, war er im Halbfinale gegen Frankie Gavin unterlegen.
2008 gewann er das Feliks Stamm Tournament in Warschau und das GeeBee-Tournament in Helsinki, wobei er unter anderem Abdelkader Chadi und Miklós Varga besiegen konnte. Daraufhin startete er bei den Olympischen Spielen 2008 in Peking, wo er sich gegen Saifeddine Nejmaoui, Anthony Little, Darleys Pérez, Hratschik Jawachjan und Daouda Sow durchsetzen konnte und erneut Olympiasieger wurde.